# 陳顯墓
陳顯墓是明代金門籍官員陳顯的墓葬，位於中華民國福建省金門縣金湖鎮後園聚落，為金門縣縣定古蹟。

## 歷史
陳顯是金門下坑人，於明洪武四年（1371年）考中舉人，為明代金門中舉第一人，歷任汝州、隰州、德州知州，後調至北直隸北平州，燕王朱棣看中他的才能，任命他為掌書記，忠於明惠宗的陳顯看出了朱棣的野心，遂託病告歸故里，以詩書自娛，建文四年（1402年）朱棣奪取帝位後，於永樂元年（1403年）派人召陳顯入朝為官，陳顯遂自殺殉君，於同年葬於海濱。

## 形制
陳顯墓位於金湖鎮后園聚落南方三百米處的料羅灣海濱，坐北朝南，墓肩及墓手皆用花崗岩石條砌成圓弧型護牆，墓碑由泉州白石雕成，呈緩弧形，碑頭額上有飾以祥雲的圓月浮雕，碑上刻著「南海夜臺」四個篆字，南海為陳顯的名號，碑前的墓桌、墓埕和石塊圍成弧形墓池，墓後二百米處有一蟹殼狀之巨石，石上有一裂縫直通墓後，陳顯的後裔將此石當成墓道碑，上刻「有明」兩字，其下刻有「奉直大夫三任知州南海陳公墓道」二行直書，兩旁刻有陳顯生平，為清雍正四年（1726年）賜陳顯忠臣匾時所刻，1999年金門縣政府將陳顯墓公告為縣定古蹟。

## 祭祀
陳顯的後裔遍及兩岸四地和東南亞，每年清明節從世界各地回來祭祖的族裔有五、六百人之多，明末移居廈門翔安內厝鎮的陳顯後人1947年前曾到金門祭祖，1949年兩岸分治之後中斷，直到2009年才恢復祭祖活動。